# São José do Norte
São José do Norte es un municipio brasileño del estado de Rio Grande do Sul.
Se encuentra ubicado a una latitud de 32º00'53" Sur y una longitud de 52º02'30" Oeste, estando a una altitud de 4 metros sobre el nivel del mar. Su población estimada para el año 2004 era de 24.681 habitantes.
Ocupa una superficie de 1135,3 km².

## Clima, relieve y vegetación
São José do Norte es una ciudad costera, con más de 100 km de playas sobre el océano Atlántico. La mayor parte del municipio está compuesto por campos, con vegetación rastrera. También hay pequeños bosques de eucaliptos. Dunas de arena relativamente alta, son encontradas en toda la región.
El clima de São José do Norte es templado con influencia oceánica, con inviernos relativamente fríos, veranos agradables y precipitaciones distribuidas a lo largo del año. La temperatura media anual de la ciudad es de 16,5 °C, con una precipitación media de 1200 mm. Una característica de la ciudad son los fuertes vientos que se producen durante todo el año.